# حق الاحتلال
إن حق الاحتلال هو حق المحتل في الأراضي التي تم الاستيلاء عليها بقوة السلاح. بشكل تقليدي، كان هذا الحق من مبادئ القانون الدولي الذي تضاءل في العصور الحديثة تدريجياً حتى تم حظره بعد الحرب العالمية الثانية عندما صُنفت الحرب العدوانية لأول مرة تحت مبادئ نورمبرغ وبعد ذلك وأخيراً، في عام 1974، كقرار الأمم المتحدة رقم 3314.
وقد ذكر مؤيدو هذا الحق أنه يقرّ بالوضع الراهن وأن إنكار هذا الحق أمر بلا مغزى إذا لم يكن المرء قادراً على استخدام القوة العسكرية ولديه الرغبة في مقاومة هذا الاحتلال. بالإضافة إلى ذلك، لاقى هذا الحق القبول تقليدياً بسبب قوات الاحتلال نظراً لأنها من حيث التعريف أقوى من أي حكم مُخوّل قانونياً قد يكون عرضة للإستبدال؛ لذلك هي الأكثر احتمالاً أن تضمن السلام والإستقرار للأفراد وبذلك يضفي حق الاحتلال شرعية على هذا الهدف.
وأدى اكتمال الاحتلال الإستعماري لمعظم دول العالم (انظر التدافع على أفريقيا) والدمار الناتج عن الحرب العالمية الأولى والحرب العالمية الثانية وانحياز كل من الولايات المتحدة والاتحاد السوفيتي لمبدأ حق تقرير المصير إلى الإستسلام لحق الاحتلال في القانون الدولي الرسمي. وقد شهد ميثاق بيلوغ برييان لعام 1928 ومحاكمات نورنبيرغ لما بعد عام 1945 وميثاق الأمم المتحدة ودور الأمم المتحدة في إنهاء الاستعمار تفكيك هذا المبدأ بالتدريج. هذا وقد أوقف ضمان ميثاق الأمم المتحدة «بسلامة أراضي» الدول الأعضاء بفعالية حركة الدعاوى ضد عمليات الاحتلال السابقة بسبب هذه العملية.

## الغزو والاحتلال العسكري
بعد محاولات الاحتلال التي قام بها نابوليون بونابارت وصولاً إلى محاولات الاحتلال التي قام بها أدولف هتلر، كان يجب تنظيم الأراضي الخاضعة تحت مبدأ الاحتلال، طبقًا للقانون الدولي، طبقًا لقوانين الحرب الحالية. وقد يعني ذلك أنه لا بد من وجود احتلال يتبعه تسوية سلمية، وإذا كان هناك تنازل عن الأراضي، حينئذٍ يتوجب الأمر وجود معاهدة سلام رسمية.
خلال الوقت الذي تلى الحرب العالمية الثانية، وعندما عبس المجتمع الدولي في وجه الحروب العدوانية، لم تنتهِ كافة الحروب التي شملت على احتلال للأراضي بعقد معاهدة سلام، فعلى سبيل المثال، انتهى القتال في الحرب الكورية بعقد هدنة بدون أي معاهدة سلام تغطيها.

## كتابات أخرى
- Sharon Korman, The Right of Conquest: The Acquisition of Territory by Force in International Law and Practice, Oxford University Press, 1996.